# 江西省白鹭洲中学
江西省白鹭洲中学位于江西省吉安市赣江中流的白鹭洲上，占地面积15万平方米。校园内古木参天、芳草如茵、优雅宁静、人文景点十余处，古今建筑掩映在翠绿丛中，错落有致，相映生辉。前身为江南四大书院之一，公元1241年创建的白鹭洲书院，是中国连续办学史最长的学校之一。悠久的办学历史形成了“崇尚气节，建功立业”的优良校风，培育了著名诗人刘辰翁、革命家曾延生、陈正人、黄欧东和中科院院士王梓坤等数以万计的仁人志士。悠久的文化和独特的风姿，吸引了徐霞客、郭沫若、田汉等古今文人墨客及国内外友好人士来此揽胜。